# Tyskland i olympiska sommarspelen 1992
Tyskland deltog i de olympiska sommarspelen 1992 med en trupp bestående av 463 deltagare, och landet kom totalt trea i medaljligan.

## Basket
Herrar
Gruppspel
| Nr | Lag       | S | V | O | F | GM  | IM  | MS   | P  |
| -- | --------- | - | - | - | - | --- | --- | ---- | -- |
| 1  | USA       | 5 | 5 | 0 | 0 | 579 | 350 | +229 | 10 |
| 2  | Kroatien  | 5 | 4 | 0 | 1 | 423 | 400 | +23  | 9  |
| 3  | Brasilien | 5 | 2 | 0 | 3 | 420 | 463 | −43  | 7  |
| 4  | Tyskland  | 5 | 2 | 0 | 3 | 369 | 432 | −63  | 7  |
| 5  | Angola    | 5 | 1 | 0 | 4 | 324 | 392 | −68  | 6  |
| 6  | Spanien   | 5 | 1 | 0 | 4 | 398 | 476 | −78  | 6  |

| Hemma \ Borta | Angola | Brasilien | Kroatien | Spanien | Tyskland | USA    |
| Angola        | —      | 66–76     | 64–73    | 83–63   | 63–64    | 48–116 |
| Brasilien     | 76–66  | —         | 76–93    | 100–101 | 85–76    | 83–127 |
| Kroatien      | 73–64  | 93–76     | —        | 88–79   | 99–78    | 70–103 |
| Spanien       | 63–83  | 101–100   | 79–88    | —       | 74–83    | 81–122 |
| Tyskland      | 64–63  | 76–85     | 78–99    | 83–74   | —        | 68–111 |
| USA           | 116–48 | 127–83    | 103–70   | 122–81  | 111–68   | —      |

Slutspel
|  | Kvartsfinaler | Kvartsfinaler |              |     | Semifinaler | Semifinaler |            |            | Final      | Final |
|  | 0             | 0             | 0            | 0   | 0           | 0           | 0          | 0          | 0          | 0     |
|  |               |               | 0            | 0   |             |             | 0          | 0          |            |       |
|  |               |               | 0            | 0   |             |             | 0          | 0          |            |       |
|  | 0 USA         | 0115          | 0            | 0   |             |             | 0          | 0          |            |       |
|  | 0 USA         | 0115          | 0            | 0   |             |             | 0          | 0          |            |       |
|  | 0 Puerto Rico | 077           | 0            | 0   |             |             | 0          | 0          |            |       |
|  | 0 Puerto Rico | 077           | 0            | 0   | 0 USA       | 0127        | 0          | 0          |            |       |
|  |               |               | 0            | 0   | 0 USA       | 0127        | 0          | 0          |            |       |
|  | 0             | 0 Litauen     | 0            | 076 | 0           |             |            | 0          |            |       |
|  | 0             | 0 Litauen     | 0            | 076 | 0           | 0 Litauen   | 0114       | 0          |            |       |
|  | 0             |               |              |     |             | 0 Litauen   | 0114       | 0          |            |       |
|  | 0             | 0 Brasilien   | 096          | 0   |             |             |            | 0          |            |       |
|  | 0             | 0 Brasilien   | 096          | 0   | 0 USA       | 0117        |            | 0          |            |       |
|  | 0             |               |              | 0   | 0 USA       | 0117        |            | 0          |            |       |
|  | 0             | 0             | 0 Kroatien   | 0   | 085         |             |            |            |            |       |
|  | 0             | 0             | 0 Kroatien   | 0   | 085         | 0 OSS       | 083        |            |            |       |
|  | 0             | 0             |              |     |             |             | 083        |            |            |       |
|  | 0             | 0             | 0 Tyskland   | 076 | 0           |             |            |            |            |       |
|  | 0             | 0             | 0 Tyskland   | 076 | 0           | 0 OSS       | 074        | Bronsmatch | Bronsmatch |       |
|  | 0             | 0             |              |     | 0           | 0 OSS       | 074        | Bronsmatch | Bronsmatch |       |
|  | 0             | 0             | 0 Kroatien   | 075 | 0           | 0           |            |            |            |       |
|  | 0             | 0             | 0 Kroatien   | 075 | 0           | 0           | 0 Kroatien | 098        | 0 OSS      | 078   |
|  | 0             | 0             |              |     | 0           | 0           | 0 Kroatien | 098        | 0 OSS      | 078   |
|  | 0             | 0             | 0 Australien | 065 | 0           | 0           | 0 Litauen  | 082        |            |       |
|  | 0             | 0             | 0 Australien | 065 | 0           | 0           | 0 Litauen  | 082        |            |       |
|  |               |               |              |     |             |             |            |            |            |       |
|  |               |               |              |     |             |             |            |            |            |       |

## Boxning
Lätt flugvikt
- Jan Quast →  Brons
  - Första omgången — Besegrade Mohamed Zbir (MAR), 6:0
  - Andra omgången — Besegrade Pramuansak Phosuwan (THA), 11:2
  - Kvartsfinal — Besegrade Valentin Barbu (ROM), 15:7
  - Semifinal — Förlorade mot Daniel Petrov (BUL), 9:15

## Bågskytte
Damernas individuella
- Astrid Hanschen — Rankningsrunda, 43:e plats (0-0)
- Cornelia Pfohl — Rankningsrunda, 44:e plats (0-0)
- Marion Wagner — Rankningsrunda, 53:e plats (0-0)

Herrarnas individuella
- Frank Marzoch — Sextondelsfinal, 32:e plats (0-1)
- Marc Rosicke — Rankningsrunda, 38:e plats (0-0)
- Andreas Lippoldt — Rankningsrunda, 43:e plats (0-0)

Damernas lagtävling
- Hanschen, Pfohl och Wagner — Åttondelsfinal, 10:e plats (0-1)

Herrarnas lagtävling
- Marzoch, Rosicke och Lippoldt — Åttondelsfinal, 11:e plats (0-1)

## Cykling
Damernas linjelopp
- Viola Paulitz
  - Final — 2:05:03 (→ 19:e plats)

- Petra Rossner
  - Final — 2:05:03 (→ 28:e plats)

- Jutta Niehaus
  - Final — 2:08:13 (→ 44:e plats)

## Friidrott
Herrarnas 400 meter
- Thomas Schönlebe
- Rico Lieder

Herrarnas 800 meter
- Jörg Haas

Herrarnas 1 500 meter
- Jens-Peter Herold
- Rüdiger Stenzel
- Hauke Fuhlbrügge

Herrarnas 5 000 meter
- Dieter Baumann
  - Heat — 13:20,82
  - Final — 13:12,52 (→  Guld)

Herrarnas 10 000 meter
- Stephane Franke
  - Heat — 28:52,83 (→ gick inte vidare)

- Carsten Eich
  - Heat — 29:22,19 (→ gick inte vidare)

Herrarnas 4 x 400 meter stafett
- Ralph Pfersich, Rico Lieder, Jörg Vaihinger och  Thomas Schönlebe
  - Heat — DSQ (→ gick inte vidare)

Herrarnas maraton
- Stephan Freigang — 2:14,00 (→  Brons)
- Konrad Dobler — 2:23,44 (→ 49:e plats)

Herrarnas 110 meter häck
- Florian Schwarthoff
- Dietmar Koszewski

Herrarnas 400 meter häck
- Carsten Kohrbruck
  - Heat — 49,37
  - Semifinal — 49,41 (→ gick inte vidare)

- Olaf Hense
  - Heat — 49,97
  - Semifinal — DNS (→ gick inte vidare)

Herrarnas 3 000 meter hinder
- Steffen Brand
- Hagen Melzer

Herrarnas 20 kilometer gång
- Robert Ihly — 1:26:56 (→ 11:e plats)
- Axel Noack — 1:29:55 (→ 20:e plats)

Herrarnas 50 kilometer gång
- Ronald Weigel — 3:53:45 (→  Brons)
- Hartwig Gauder — 3:56:47 (→ 6:e plats)

Herrarnas höjdhopp
- Ralf Sonn
- Hendrik Beyer
- Dietmar Mögenburg

Herrarnas längdhopp
- Dietmar Haaf
  - Kval — 7,85 m (→ gick inte vidare)

- Konstantin Krause
  - Kval — 7,50 m (→ gick inte vidare)

Herrarnas tresteg
- Ralf Jaros
  - Kval — 16,89 m (→ gick inte vidare)

Herrarnas spjutkastning
- Volker Hadwich
  - Kval — 81,10 m
  - Final — 75,28 m (→ 12:e plats)

Herrarnas släggkastning
- Heinz Weis
  - Kval — 74,86 m
  - Final — 76,90 m (→ 6:e plats)

- Claus Dethloff
  - Kval — 73,64 m (→ gick inte vidare)

Herrarnas diskuskastning
- Jürgen Schult
  - Kval — 63,46 m
  - Final — 64,94 m (→  Silver)

- Lars Riedel
  - Kval — 59,98 m (→ gick inte vidare)

Herrarnas kulstötning
- Ulf Timmermann
  - Kval — 19,93 m
  - Final — 20,49 m (→ 5:e plats)

- Udo Beyer
  - Kval — 18,47 m (→ gick inte vidare)

- Kalman Konya
  - Kval — startade inte (→ gick inte vidare)

Herrarnas tiokamp
- Paul Meier
- Frank Müller
- Thorsten Dauth

Damernas 100 meter
- Andrea Philipp

Damernas 200 meter
- Silke Knoll
- Sabine Günther
- Andrea Thomas

Damernas 400 meter
- Anja Rücker

Damernas 800 meter
- Sabine Zwiener
  - Heat — 2:00,87
  - Semifinal — 2:02,64 (→ gick inte vidare)

- Sigrun Grau
  - Heat — 2:00,31
  - Semifinal — 2:00,91 (→ gick inte vidare)

- Christine Wachtel
  - Heat — 2:01,39 (→ gick inte vidare)

Damernas 1 500 meter
- Ellen Kießling

Damernas 10 000 meter
- Uta Pippig
  - Heat — 32:07,28
  - Final — 31:36,45 (→ 7:e plats)

- Kerstin Preßler
  - Heat — 33:17,88 (→ gick inte vidare)

- Kathrin Ullrich
  - Heat — fullföljde inte (→ ingen placering)

Damernas maraton
- Katrin Dörre — 2:36,48 (→ 5:e plats)
- Birgit Jerschabek — 2:42,45 (→ 15:e plats)

Damernas 100 meter häck
- Gabi Roth
- Kristin Patzwahl
- Caren Jung

Damernas 400 meter häck
- Heike Meissner
  - Heat — 55,52
  - Semifinal — 55,35 (→ gick inte vidare)

- Silvia Rieger
  - Heat — 56,61 (→ gick inte vidare)

- Linda Kisabaka
  - Heat — DNS (→ gick inte vidare)

Damernas 4 x 100 meter stafett
- Andrea Philipp
- Silke Knoll
- Andrea Thomas
- Sabine Günther

Damernas 4 x 400 meter stafett
- Uta Rohländer
- Heike Meißner
- Linda Kisabaka
- Anja Rücker

Damernas 10 kilometer gång
- Beate Anders
  - Final — 46:31 (→ 16:e plats)

- Kathrin Born-Boyde
  - Final — 50:21 (→ 33:e plats)

Damernas höjdhopp
- Heike Henkel
  - Kval — 1,92 m
  - Final — 2,02 m (→  Guld)

- Birgit Kahler
  - Kval — 1,92 m
  - Final — 1,88 m (→ 11:e plats)

- Marion Goldkamp
  - Kval — 1,86 m (→ gick inte vidare)

Damernas längdhopp
- Heike Drechsler
  - Heat — 7,08 m
  - Final — 7,14 m (→  Guld)

- Susen Tiedtke
  - Heat — 6,74 m
  - Final — 6,60 m (→ 8:e plats)

- Helga Radtke
  - Heat — 6,42 m (→ gick inte vidare)

Damernas kulstötning
- Kathrin Neimke
- Stephanie Storp

Damernas diskuskastning
- Ilke Wyludda
  - Heat — 64,26m
  - Final — 62,16m (→ 9:e plats)

- Franka Dietzsch
  - Heat — 63,60m
  - Final — 60,24m (→ 12:e plats)

- Martina Hellmann
  - Heat — 60,52m (→ gick inte vidare)

Damernas spjutkastning
- Silke Renk
- Karen Forkel
- Petra Felke

Damernas sjukamp
- Sabine Braun
- Peggy Beer
- Birgit Clarius

## Fäktning
Herrarnas florett
- Udo Wagner
- Ulrich Schreck
- Thorsten Weidner

Herrarnas florett, lag
- Udo Wagner, Ulrich Schreck, Thorsten Weidner, Alexander Koch, Ingo Weißenborn

Herrarnas värja
- Elmar Borrmann
- Robert Felisiak
- Arnd Schmitt

Herrarnas värja, lag
- Elmar Borrmann, Robert Felisiak, Arnd Schmitt, Uwe Proske, Wladimir Reznitschenko

Herrarnas sabel
- Jürgen Nolte
- Felix Becker
- Jörg Kempenich

Herrarnas sabel, lag
- Felix Becker, Jörg Kempenich, Jürgen Nolte, Jacek Huchwajda, Steffen Wiesinger

Damernas florett
- Sabine Bau
- Zita-Eva Funkenhauser
- Annette Dobmeier

Damernas florett, lag
- Zita-Eva Funkenhauser, Sabine Bau, Anja Fichtel-Mauritz, Monika Weber-Koszto, Annette Dobmeier

## Handboll
Herrar
Gruppspel
| Lag       | Pld | W | D | L | GF  | GA  | GD  | Poäng |
| --------- | --- | - | - | - | --- | --- | --- | ----- |
| OSS       | 5   | 5 | 0 | 0 | 121 | 98  | +23 | 10    |
| Frankrike | 5   | 4 | 0 | 1 | 111 | 98  | +13 | 8     |
| Spanien   | 5   | 3 | 0 | 2 | 97  | 98  | −1  | 6     |
| Rumänien  | 5   | 1 | 1 | 3 | 107 | 115 | −8  | 3     |
| Tyskland  | 5   | 1 | 1 | 3 | 97  | 103 | −6  | 3     |
| Egypten   | 5   | 0 | 0 | 5 | 92  | 113 | −21 | 0     |

| Resultat  | OSS   | Frankrike | Spanien | Rumänien | Tyskland | Egypten |
| --------- | ----- | --------- | ------- | -------- | -------- | ------- |
| OSS       |       | 23–22     | 24–18   | 27–25    | 25–15    | 22–18   |
| Frankrike | 22–23 |           | 18–16   | 26–20    | 23–20    | 22–19   |
| Spanien   | 18–24 | 16–18     |         | 21–20    | 19–18    | 23–18   |
| Rumänien  | 25–27 | 20–26     | 20–21   |          | 20–20    | 22–21   |
| Tyskland  | 15–25 | 20–23     | 18–19   | 20–20    |          | 24–16   |
| Egypten   | 18–22 | 19–22     | 18–23   | 21–22    | 16–24    |         |

Damer
Gruppspel
| Lag      | Pld | W | D | L | GF | GA | GD  | Poäng |
| -------- | --- | - | - | - | -- | -- | --- | ----- |
| OSS      | 3   | 3 | 0 | 0 | 77 | 56 | +21 | 6     |
| Tyskland | 3   | 2 | 0 | 1 | 86 | 61 | +25 | 4     |
| USA      | 3   | 1 | 0 | 2 | 55 | 76 | −21 | 2     |
| Nigeria  | 3   | 0 | 0 | 3 | 56 | 81 | −25 | 0     |

| Resultat | OSS   | Tyskland | USA   | Nigeria |
| -------- | ----- | -------- | ----- | ------- |
| OSS      |       | 28–22    | 23–16 | 26–18   |
| Tyskland | 22–28 |          | 26–24 | 22–16   |
| USA      | 16–23 | 24–26    |       | 22–18   |
| Nigeria  | 18–26 | 16–22    | 18–22 |         |

Slutspel
|  | Semifinaler | Semifinaler |    |     | Final      | Final |  |
|  |             |             |    |     |            |       |  |
|  |             |             |    |     |            |       |  |
|  | OSS         | 22          |    |     |            |       |  |
|  | Norge       | 23          |    |     |            |       |  |
|  |             |             |    |     |            |       |  |
|  |             |             |    |     |            |       |  |
|  |             |             |    |     | Norge      | 21    |  |
|  |             | Sydkorea    | 28 |     |            |       |  |
|  |             |             |    |     |            |       |  |
|  |             |             |    |     |            |       |  |
|  |             |             |    |     | Bronsmatch |       |  |
|  |             |             |    |     |            |       |  |
|  | Sydkorea    | 26          |    | OSS | 24         |       |  |
|  | Tyskland    | 25          |    |     | Tyskland   | 20    |  |

## Landhockey
Herrar
| Lag            | P | W | D | L | GF | GA | GD  | Poäng |
| -------------- | - | - | - | - | -- | -- | --- | ----- |
| Australien     | 5 | 4 | 1 | 0 | 20 | 2  | +18 | 9     |
| Tyskland       | 5 | 4 | 1 | 0 | 16 | 4  | +12 | 9     |
| Storbritannien | 5 | 3 | 0 | 2 | 7  | 10 | –3  | 6     |
| Indien         | 5 | 2 | 0 | 3 | 4  | 8  | –4  | 4     |
| Argentina      | 5 | 1 | 0 | 4 | 3  | 12 | –9  | 2     |
| Egypten        | 5 | 0 | 0 | 5 | 4  | 18 | –14 | 0     |

Gruppspel
|  | Semifinaler   | Semifinaler |   |               | Final      | Final |  |
|  |               |             |   |               |            |       |  |
|  | 5 augusti     |             |   |               |            |       |  |
|  | Australien    | 3           |   |               |            |       |  |
|  | Nederländerna | 2           |   |               |            |       |  |
|  |               |             |   |               |            |       |  |
|  |               |             |   |               | 8 augusti  |       |  |
|  |               |             |   |               | Australien | 1     |  |
|  |               | Tyskland    | 2 |               |            |       |  |
|  |               |             |   |               |            |       |  |
|  |               |             |   |               |            |       |  |
|  |               |             |   |               | Bronsmatch |       |  |
|  | 5 augusti     | 5 augusti   |   | 8 augusti     | 8 augusti  |       |  |
|  | Tyskland      | 2           |   | Nederländerna | 3          |       |  |
|  | Pakistan      | 1           |   |               | Pakistan   | 4     |  |

Damer
Gruppspel
| Lag        | Spelade | W | D | L | GF | GA | GD | Poäng |
| ---------- | ------- | - | - | - | -- | -- | -- | ----- |
| Tyskland   | 3       | 2 | 1 | 0 | 7  | 2  | +5 | 5     |
| Spanien    | 3       | 2 | 1 | 0 | 5  | 3  | +2 | 5     |
| Australien | 3       | 1 | 0 | 2 | 2  | 2  | 0  | 2     |
| Kanada     | 3       | 0 | 0 | 3 | 1  | 8  | –7 | 0     |

Slutspel
|  | Semifinaler    | Semifinaler    |   |                | Final      | Final |  |
|  |                |                |   |                |            |       |  |
|  | 4 augusti 1992 |                |   |                |            |       |  |
|  | Spanien        | 2              |   |                |            |       |  |
|  | Sydkorea       | 1              |   |                |            |       |  |
|  |                |                |   |                |            |       |  |
|  |                |                |   |                | 7 augusti  |       |  |
|  |                |                |   |                | Spanien    | 2     |  |
|  |                | Tyskland       | 1 |                |            |       |  |
|  |                |                |   |                |            |       |  |
|  |                |                |   |                |            |       |  |
|  |                |                |   |                | Bronsmatch |       |  |
|  | 4 augusti 1992 | 4 augusti 1992 |   | 7 augusti      | 7 augusti  |       |  |
|  | Tyskland       | 2              |   | Storbritannien | 4          |       |  |
|  | Storbritannien | 1              |   |                | Sydkorea   | 3     |  |

## Modern femkamp
Herrarnas individuella tävling
- Dirk Knappheide
- Ulrich Czermak
- Pawel Olszewski

Herrarnas lagtävling
- Dirk Knappheide, Ulrich Czermak och Pawel Olszewski

## Segling
Herrarnas lechner
- Timm Stade
  - Slutlig placering — 214,0 poäng (→ 18:e plats)

Damernas 470
- Peggy Hardwiger och Christina Pinnow
  - Slutlig placering — 71,7 poäng (→ 8:e plats)

## Simhopp
Herrarnas 3 m
- Albin Killat
  - Kval – 392,10 poäng
  - Final – 556,35 poäng (→ 10:e plats)

- Jan Hempel
  - Kval – 353,85 poäng (→ gick inte vidare, 18:e plats)

Herrarnas 10 m
- Jan Hempel
  - Kval – 426,27 poäng
  - Final – 574,17 poäng (→ 4:e plats)

- Michael Kühne
  - Kval – 393,21 poäng
  - Final – 558,54 poäng (→ 7:e plats)

Damernas 3 m
- Brita Baldus
  - Kval – 312,90 poäng
  - Final – 503,07 poäng (→  Brons)

- Simona Koch
  - Kval – 281,46 poäng
  - Final – 468,96 poäng (→ 7:e plats)

Damernas 10 m
- Ute Wetzig
  - Kval – 284,13 poäng (→ gick inte vidare, 14:e plats)

- Monika Kühn
  - Kval – 270,51 poäng (→ gick inte vidare, 20:e plats)

## Tennis
Herrsingel
- Boris Becker
  - Första omgången – Besegrade Christian Ruud (Norge) 3-6, 7-6, 5-7, 7-6, 6-3
  - Andra omgången – Besegrade Younes El Aynaoui (Marocko) 6-4, 5-7, 6-4, 6-0
  - Tredje omgången – Förlorade mot Fabrice Santoro (Frankrike) 1-6, 6-3, 1-6, 3-6

- Michael Stich
  - Första omgången – Besegrade Richard Fromberg (Australien) 6-3, 3-6, 6-1, 3-6, 6-3
  - Andra omgången – Förlorade mot Carl-Uwe Steeb (Tyskland) 4-6, 2-6, 6-4, 3-6

- Carl-Uwe Steeb
  - Första omgången – Besegrade Richard Fromberg (Australien) 6-3, 3-6, 6-1, 3-6, 6-3
  - Andra omgången – Besegrade Michael Stich (Tyskland) 6-4, 6-2, 4-6, 6-3
  - Tredje omgången – Förlorade mot Leonardo Lavalle (Mexiko) 4-6, 6-3, 3-6, 2-6

Herrdubbel
- Boris Becker och Michael Stich →  Guld
  - Första omgången – Besegrade Karim Alami och Younes El Aynaoui (Marocko) walk over
  - Andra omgången – Besegrade Anastasios Bavelas och Konstantinos Efraimoglou (Grekland) 6-3, 6-1, 6-4
  - Kvartsfinal – Besegrade Sergio Casal och Emilio Sánchez (Spanien) 6-3, 4-6, 7-6, 5-7, 6-3
  - Semifinal – Besegrade Javier Frana och Christian Miniussi (Argentina) 7-6, 6-2, 6-7, 2-6, 6-4
  - Final – Besegrade Wayne Ferreira och Piet Norval (Sydafrika) 7-6, 4-6, 7-6, 6-3

Damsingel
- Steffi Graf →  Silver
  - Första omgången – Besegrade Lupita Novelo (Mexiko) 6-1, 6-1
  - Andra omgången – Besegrade Brenda Schultz-McCarthy (Nederländerna) 6-1, 6-0
  - Tredje omgången – Besegrade Magdalena Maleeva (Bulgarien) 6-3, 6-4
  - Kvartsfinal – Besegrade Sabine Appelmans (Belgien) 6-1, 6-0
  - Semifinal – Besegrade Mary Joe Fernandez (USA) 6-3, 6-4
  - Final – Förlorade mot Jennifer Capriati (USA) 6-3, 3-6, 4-6

- Anke Huber
  - Första omgången – Besegrade Naoko Sawamatsu (Japan) 6-0, 4-6, 6-2
  - Andra omgången – Besegrade Barbara Paulus (Österrike) 6-4, 6-1
  - Tredje omgången – Besegrade Nicole Muns-Jagerman (Nederländerna) 7-5, 7-6
  - Kvartsfinal – Förlorade mot Jennifer Capriati (USA) 3-6, 6-7

- Barbara Rittner
  - Första omgången – Besegrade Florencia Labat (Argentina) 6-3, 6-3
  - Andra omgången – Besegrade Nathalie Tauziat (Frankrike) 6-3, 6-2
  - Tredje omgången – Förlorade mot Arantxa Sánchez Vicario (Spanien) 6-4, 3-6, 1-6